# Cameo Kirby
Pour les articles homonymes, voir Cameo Kirby (film, 1930), Cameo et Kirby.
Pour plus de détails, voir Fiche technique et Distribution.
Cameo Kirby est un film muet américain réalisé par John Ford, sorti en 1923.

## Synopsis
Un joueur de carte professionnel s'oppose à un colonel tricheur dans le Sud...

## Fiche technique
- Titre original : Cameo Kirby
- Réalisation : John Ford
- Scénario : Robert N. Lee, d'après la pièce "Cameo Kirby, a Play in 4 Acts" de Booth Tarkington et Harry Leon Wilson (en)
- Photographie : George Schneiderman
- Production : William Fox
- Société de production : Fox Film Corporation
- Société de distribution : Fox Film Corporation
- Pays de production :  États-Unis
- Format : Noir et blanc — 35 mm — 1,33:1 — Film muet
- Genre : Mélodrame
- Durée : 70 minutes ? (5 910 pieds - 7 bobines)
- Date de sortie :
  - États-Unis : 21 octobre 1923

## Distribution
- John Gilbert : Cameo Kirby
- Gertrude Olmstead : Adele Randall
- Alan Hale : Colonel Moreau
- Eric Mayne : Colonel Randall
- W.E. Lawrence : Tom Randall

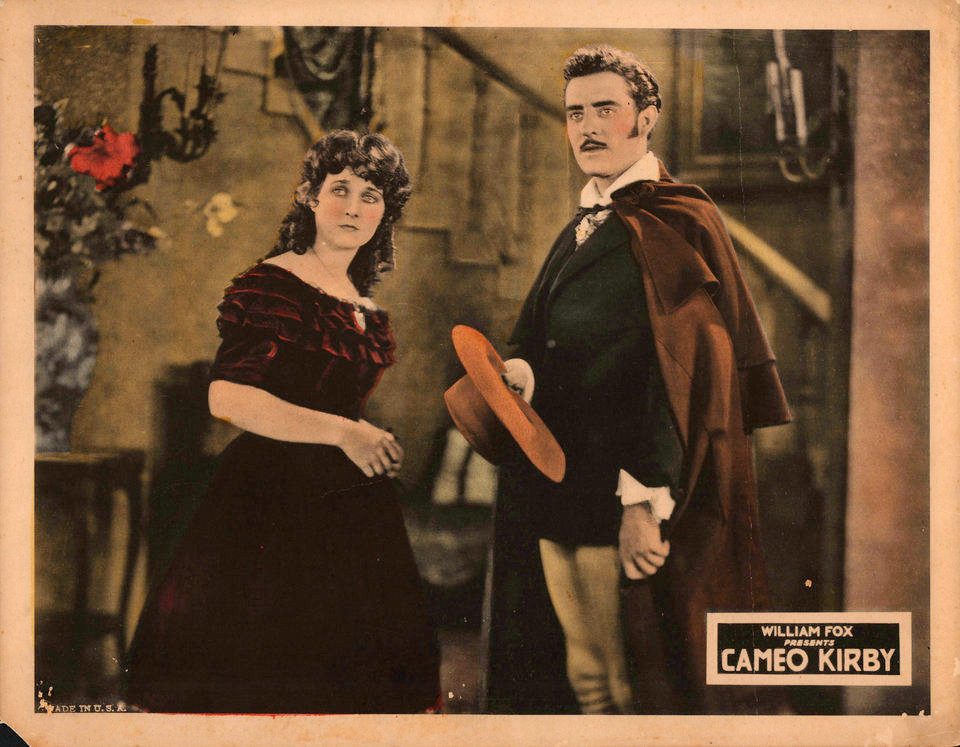
John Gilbert et Gertrude Olmstead dans Cameo Kirby.

- Richard Tucker : Cousin Aaron Randall
- Phillips Smalley : Judge Playdell
- Jack McDonald : Larkin Bunce
- Jean Arthur : Ann Playdell
- Eugenie Forde : Madame Davezac

Acteurs non crédités
- Frank Baker
- Ken Maynard
- George Reed
- Ynez Seabury

## Autour du film
- Le nom de John Ford apparaît pour la première fois. Auparavant, il signait Jack Ford.
- Le film est une adaptation de la pièce de Booth Tarkington et Harry Leon Wilson (en), et souffre parfois de son origine théâtrale, même si l'on peut y admirer le talent de Ford dans une scène de poursuite le long du Mississippi. Cette même pièce avait déjà servi de trame au film "Cameo Kirby" d'Oscar Apfel (1914), et sera l'objet d'un remake en 1929, "Cameo Kirby" réalisé par Irving Cummings,
- Ford dépeint avec brio l'atmosphère du Sud américain, dont est originaire sa femme, Mary.